# Jesika Malečková
Jesika Malečková (* 16. srpna 1994 Beroun) je česká profesionální tenistka. V sérii WTA 125 získala tři deblové trofeje. Na okruhu ITF vyhrála jedenáct titulů ve dvouhře a dvacet čtyři ve čtyřhře.
Na žebříčku WTA byla ve dvouhře nejvýše klasifikována v červnu 2016 na 191. místě a ve čtyřhře pak v červenci 2025 na 89. místě. Trénoval ji Petr Kralert.

## Tenisová kariéra
V rámci hlavních soutěží událostí okruhu ITF debutovala v srpnu 2010, když do pražského turnaje s dotací 10 tisíc dolarů zasáhla ve čtyřhře s Terezou Martincovou. Ve čtvrtfinále Češky podlehly krajankám Ivetě Gerlové s Lucií Kriegsmannovou. Dvouhru si poprvé zahrála během listopadu 2011 ve Vendryni, na turnaji s rozpočtem 25 tisíc dolarů. V semifinále ji přehrála Švýcarka Amra Sadikovićová z třetí světové stovky. Premiérový titul v této úrovni tenisu vybojovala v srpnu 2012 na pražské události s dotací 25 tisíc dolarů. Ve finále čtyřhry přehrála s Terezou Smitkovou ruskou dvojici Anastasija Pivovarovová a Arina Rodionovová. Na červencovém ITS Cupu 2018 v Olomouci pak premiérově triumfovala na osmdesátitisícovém turnaji, když s Petrou Krejsovou ovládly deblovou soutěž. V boji o titul zdolaly česko-nizozemský pár Lucie Hradecká a Michaëlla Krajiceková.
Na okruhu WTA Tour debutovala na dubnovém Katowice Open 2016, když do hlavní soutěže postoupila jako šťastná poražená z kvalifikace. V jejím průběhu vyřadila Mandy Minellaovou a Renatu Voráčovou, ale v závěrečném kole podlehla Bulharce Isabelle Šinikovové. Přesto si po odstoupení Rybárikové, pro zraněné zápěstí, zahrála dvouhru, v níž nenašla recept na sedmou nasazenou Maďarku Tímeu Babosovou z konce čtvrté desítky žebříčku.
V sezóně 2016 také poprvé zasáhla do dvou grandslamových kvalifikací. Na French Open 2016 v ní nenašla recept na Francouzku Mathilde Johanssonovou a z newyorského US Open 2016 odešla poražena od Němky Tatjany Mariové, která figurovala na sté dvacáté první příčce.
Na červencovém Hungarian Grand Prix 2022 v Budapešti odehrála druhou hlavní soutěž na túře WTA, když kvalifikací prošla se ztrátou jediného setu. Na úvod dvouhry podlehla maďarské padesáté třetí hráčce žebříčku Anně Bondárové ve dvou setech. V prvním kole zářijového Budapest Open v sérii WTA 125 svedla 3.16 hodiny trvající bitvu se 75. hráčkou žebříčku Majar Šarífovou z Egypta. Vytvořila v ní rekord 21. století na okruzích organizovaných WTA, když zápas prohrála po nevyužití 12 mečbolů.

## Finále série WTA 125

### Čtyřhra: 5 (3–2)
| Legenda       |
| ------------- |
| WTA 125 (3–2) |

| Stav       | č. | datum         | turnaj               | povrch | spoluhráčka     | soupeřky ve finále                       | výsledek         |
| ---------- | -- | ------------- | -------------------- | ------ | --------------- | ---------------------------------------- | ---------------- |
| Finalistka | 1. | září 2022     | Budapešť, Maďarsko   | antuka | Renata Voráčová | Anna Bondárová Kimberley Zimmermannová   | 3–6, 6–2, [5–10] |
| Finalistka | 2. | březen 2025   | Antalya, Turecko     | antuka | Miriam Škoch    | Maja Chwalińská Anastasia Dețiuc         | 6–4, 3–6, [2–10] |
| Vítězka    | 1. | květen 2025   | Parma, Itálie        | antuka | Miriam Škoch    | Tchang Čchien-chuej Sabrina Santamariová | 6–2, 6–0         |
| Vítězka    | 2. | červen 2025   | Makarska, Chorvatsko | antuka | Miriam Škoch    | Oxana Kalašnikovová Jelena Pridankinová  | 2–6, 6–3, [10–4] |
| Vítězka    | 3. | červenec 2025 | Båstad, Švédsko      | antuka | Miriam Škoch    | Irene Burillová Berfu Cengizová          | 6–4, 6–3         |

## Finále na okruhu ITF
| Dotace turnajů okruhu ITF | Dotace turnajů okruhu ITF |
| ------------------------- | ------------------------- |
| 100 000 $ tournaments     | 80 000 $ tournaments      |
| 75 000 $ tournaments      | 60 000 $ tournaments      |
| 50 000 $ tournaments      | 25 000 $ tournaments      |
| 15 000 $ tournaments      | 10 000 $ tournaments      |

### Dvouhra: 20 (11–10)
| Stav       | č.  | datum         | turnaj                       | povrch    | soupeřka ve finále     | výsledek           |
| ---------- | --- | ------------- | ---------------------------- | --------- | ---------------------- | ------------------ |
| Finalistka | 1.  | červenec 2014 | Horb, Německo                | antuka    | Petra Krejsová         | 5–7, 5–7           |
| Vítězka    | 1.  | září 2014     | Praha, Česko                 | antuka    | Zuzana Zálabská        | 6–3, 7–6(8–6)      |
| Finalistka | 2.  | září 2014     | Hluboká nad Vltavou, Česko   | antuka    | Lenka Kunčíková        | 4–6, 3–6           |
| Vítězka    | 2.  | říjen 2014    | Antalya, Turecko             | tvrdý     | Shérazad Reixová       | 6–3, 6–3           |
| Finalistka | 3.  | květen 2015   | Szczawno-Zdrój, Polsko       | antuka    | Martina Borecká        | 0–1skreč           |
| Vítězka    | 3.  | červen 2015   | Breda, Nizozemsko            | antuka    | Sandra Zaniewská       | 6–3, 5–7, 7–5      |
| Vítězka    | 4.  | srpen 2015    | Horb, Německo                | antuka    | Shérazad Reixová       | 1–6, 6–4, 6–2      |
| Finalistka | 4.  | srpen 2015    | Lipsko, Německo              | antuka    | Valerija Strachovová   | 6–7(7–9), 1–6      |
| Vítězka    | 5.  | listopad 2015 | Bratislava, Slovensko        | tvrdý (h) | Anhelina Kalininová    | 4–6, 7–6(7–3), 6–4 |
| Finalistka | 5.  | leden 2016    | Wesley Chapel, Spojené státy | antuka    | Sofia Keninová         | 2–6, 2–6           |
| Finalistka | 6.  | červen 2016   | Brescia, Itálie              | antuka    | Karin Knappová         | 1–6, 2–6           |
| Finalistka | 7.  | listopad 216  | Toronto, Kanada              | tvrdý (h) | Catherine Bellisová    | 2–6, 6–1, 3–6      |
| Finalistka | 8.  | září 2017     | Podgorica, Černá Hora        | antuka    | Marina Melnikovová     | 2–6, 0–6           |
| Vítězka    | 6.  | leden 2018    | Stuttgart, Německo           | tvrdý (h) | Jekatěrina Kazionovová | 6–2, 6–0           |
| Vítězka    | 7.  | září 2018     | Podgorica, Černá Hora        | antuka    | Tena Lukasová          | 6–2, 6–0           |
| Vítězka    | 8.  | červenec 2019 | Olomouc, Česko               | antuka    | İpek Soyluová          | 6–3, 6–4           |
| Vítězka    | 9.  | září 2019     | Praha, Česko                 | antuka    | Cindy Burgerová        | 1–6, 2–6           |
| Finalistka | 9.  | leden 2020    | Monastir, Tunisko            | tvrdý     | Julija Hatouková       | 1–6, 2–6           |
| Vítězka    | 10. | září 2021     | Jablonec nad Nisou, Česko    | antuka    | Aneta Kladivová        | 6–2, 2–6, 6–2      |
| Finalistka | 10. | červen 2022   | Česká Lípa, Česko            | antuka    | Sára Bejlek            | 4–6, 4–6           |
| Vítězka    | 11. | červen 2023   | Annenheim, Rakousko          | antuka    | Miriam Bulgaruová      | 6–2, 6–0           |

### Čtyřhra (24 titulů)
| Č.  | datum         | turnaj                               | povrch      | spoluhráčka         | poražené finalistky                          | výsledek               |
| --- | ------------- | ------------------------------------ | ----------- | ------------------- | -------------------------------------------- | ---------------------- |
| 1.  | srpen 2012    | Praha, Česko                         | antuka      | Tereza Smitková     | Anastasija Pivovarovová Arina Rodionovová    | 6–1, 6–4               |
| 2.  | září 2012     | Terst, Itálie                        | antuka      | Petra Krejsová      | Giulia Gabbová Alice Savorettiová            | 7–6(7–4), 6–1          |
| 3.  | listopad 2012 | Vendryně, Česko                      | tvrdý (h)   | Kateřina Vaňková    | Martina Kubičíková Tereza Smitková           | 7–6(7–2), 6–2          |
| 4.  | červenec 2013 | Přerov, Česko                        | antuka      | Petra Krejsová      | Viktorija Kanová Ganna Požnichirenková       | 6–1, 4–6, [10–5]       |
| 5.  | září 2013     | Praha, Česko                         | antuka      | Tereza Malíková     | Jil Nora Engelmannová Yvonne Neuwirthová     | 6–2, 6–2               |
| 6.  | květen 2015   | Szczawno-Zdrój, Polsko               | antuka      | Martina Borecká     | Veronika Kolářová Petra Rohanová             | 6–1, 2–6, [10–5]       |
| 7.  | září 2017     | Podgorica, Černá Hora                | antuka      | Petra Krejsová      | Tereza Mihalíková Chantal Škamlová           | 6–2, 6–3               |
| 8.  | říjen 2017    | Istanbul, Turecko                    | tvrdý (h)   | Petra Krejsová      | İpek Özová Jekatěrina Jašinová               | 6–4, 6–3               |
| 9.  | červenec 2018 | Olomouc, Česko                       | antuka      | Petra Krejsová      | Lucie Hradecká Michaëlla Krajiceková         | 6–2, 6–1               |
| 10. | srpen 2019    | Lipsko, Německo                      | antuka      | Petra Krejsová      | Anna Danilinová Vivian Heisenová             | 4–6, 6–3, [10–6]       |
| 11. | únor 2021     | Potchefstroom, Jihoafrická republika | tvrdý       | Miriam Kolodziejová | Anna Bondárová Réka Luca Janiová             | 6–2, 3–6, [10–5]       |
| 12. | září 2021     | Praha, Česko                         | antuka      | Miriam Kolodziejová | Kanako Morisakiová Erika Semaová             | 6–3, 1–6, [10–2]       |
| 13. | únor 2022     | Ankara, Turecko                      | antuka      | Miriam Kolodziejová | Funa Kozakiová Nahó Satová                   | 7–6(7–2), 7–6(7–4)     |
| 14. | březen 2022   | Ankara, Turecko                      | antuka      | Miriam Kolodziejová | Sapfo Sakellaridiová Anastasija Zolotarevová | 6–2, 6–4               |
| 15. | duben 2022    | Istanbul, Turecko                    | antuka      | Maja Chwalińská     | Anastasija Tichonovová Berfu Cengizová       | 2–6, 6–4, [10–7]       |
| 16. | červen 2022   | Brašov, Rumunsko                     | antuka      | Isabella Šinikovová | Veronika Erjavecová Weronika Falkowská       | 7–6(7–5), 6–3          |
| 17. | říjen 2022    | Hamburk, Německo                     | tvrdý (h)   | Miriam Kolodziejová | Veronika Erjavecová Malene Helgøová          | 6–4, 6–2               |
| 18. | listopad 2022 | Bratislava, Slovensko                | tvrdý (h)   | Renata Voráčová     | Katarína Kužmová Viktória Kužmová            | 2–6, 7–5, [13–11]      |
| 19. | květen 2023   | Praha, Česko                         | antuka      | Maja Chwalińská     | Aneta Kučmová Kaylah Mcpheeová               | 6–0, 7–6(7–5)          |
| 20. | říjen 2023    | Bratislava, Slovensko                | tvrdý (h)   | Estelle Cascinová   | Denisa Hindová Karolína Kubáňová             | 6–3, 6–2               |
| 21. | únor 2024     | Altenkirchen, Německo                | koberec (h) | Maja Chwalińská     | Julia Lohoffová Conny Perrinová              | 6–4, 7–5               |
| 22. | duben 2024    | Bellinzona, Švýcarsko                | antuka      | Conny Perrinová     | Carmen Corleyová Ivana Corleyová             | 6–7(4), 7–6(7), [10–7] |
| 23. | únor 2025     | Praha, Česko                         | tvrdý (h)   | Miriam Škoch        | Priscilla Honová Rebeka Masárová             | 6–0, 6–2               |
| 24. | únor 2025     | Trnava, Slovensko                    | tvrdý (h)   | Miriam Škoch        | Céline Naefová Jelena Pridankinová           | 5–7, 6–3, [10–2]       |